# Андреевский курган
Андреевский курган — археологический памятник I—II веков н. э. у села Андреевка Большеигнатовского района Мордовии. В одном памятнике выделяют две различных группы захоронений — грунтовые захоронения и погребения в насыпи.
Относится к раннему этапу формирования древнемордовской культуры. П. Д. Степанов в 1963—1964 годах исследовал 52 могилы. В центре — захоронение вождя в большой (6,6 х 4,5 м) яме, обложенной деревянными плахами. При нём богатое воинское снаряжение: шлем, кольчуга, меч, кинжал, 2 наконечника копий, удила, колчан со стрелами. В изголовье — трофеи из отрубленных человеческих челюстей. Рядом захоронены 2 хорошо вооружённых воина, пленник или раб со связанными руками. Некоторые воинские захоронения, по-видимому, принадлежат пришельцам с юга или юго-востока; часть погребений — в насыпи кургана. Среди находок много привозных вещей: бронзовая южноиталийская чаша, провинциально-римский котелок, застёжки-фибулы и др. О финно-угорской принадлежности местного населения свидетельствуют глиняная посуда, разнообразные украшения, в том числе с признаками, характерными для древней мордвы: височные подвески с грузиком, нагрудные бляхи, сюлгамы и др.
Весь комплекс грунтовых захоронений, обряд погребения и вещевой материал относятся к последним векам 1-го тысячелетия до нашей эры, тогда как впускные погребения датируются началом нашей эры, в том числе некоторые I веком нашей эры. Хронологические даты доказываются рядом аналогий из пьяноборской культуры, а также из памятников сарматского мира.
Особенностью всех захоронений является присутствие большого количества разнообразного оружия и отсутствие ряда бытовых предметов, что было обычным в известных до сего времени древнемордовских могильниках. Полностью отсутствуют втульчатые железные топоры. Грунтовые могилы — это некрополь вождей и воинов. Только одно захоронение принадлежит женщине. Среди погребений в насыпи преобладают женские. Мужских было примерно третья часть. Часть погребений была с большим числом вещей, в некоторых вещей было мало, а несколько погребений вообще вещей не имели. Могилы в насыпи по своему устройству не отражают социального неравенства, хотя имущественное отражено отчетливо.
По материалам Андреевского кургана трудно решить вопрос о хозяйственной деятельности. Даже находящееся поблизости селище, принадлежащее тем, кто захоронен в кургане, не восполняет этого недостатка. Бесспорно наличие скотоводства. В трёх могилах найдены кости коней, вероятно, верховых, а не упряжных. Было найдено много удил с разного типа псалиями, иногда украшенными золотом и серебром. Конниками были и воины, захороненные во впускных погребениях, так как и здесь имели место частные находки удил. Судя по находкам на соседнем поселении, скотоводство было развитым. Помимо лошадиных найдены кости коровы, овцы.
Отсутствие на поселении следов стационарных жилищ рассматривают как свидетельство пользования жилищем переносного типа. Временный характер поселения подтверждается также незначительным культурным слоем, к тому же полностью перевернутым глубокой пахотой. Только в одном месте обнаружены слабые следы кострища. Часть вооружения делалась на месте, в частности, костяные наконечники стрел, колчаны и, вероятно, простые луки. Андреевцам была знакома обработка кожи, о чем говорят кожаные пояса, уздечки. На месте, возможно, изготовляли другие деревянные и костяные вещи, глиняную посуду.
На поселении близ Андреевского кургана, на городище Пичке-Сорче найдены в сочетании элементы городецкой культуры (горшки) и вещевой материал, близкий древнемордовским могильникам, в том числе вещам Андреевского кургана. Это были люди времени городецкой культуры, воспринявшие и переработавшие элементы культуры ананьинских и пьяноборских племен, то есть создатели древнемордовского культурного комплекса. Накануне начала нашей эры в эту среду вторгаются конники-завоеватели. Они огнём и мечом добиваются господства среди покоренных, становятся вождями, создаются военные дружины, вооружают всех мужчин племени. Через завоевателей в Андреевский курган проникает третий компонент — савромато-сарматский (обряд захоронения в глубоких могилах с плечиками, воинские трофеи, масса оружия, захоронения в кургане и рабы).
Городецкие племена подвергались нападениям и ранее. Есть свидетельство, что скифы и сарматы нападали на них, но там добычей были люди, которых брали в плен и продавали в рабство в Черноморье. Теперь завоеватели преследовали другие цели. Они грабили те богатства, которые были накоплены, но одновременно утверждали свою власть в племени. Внося новый элемент в среду местных племен, завоеватели, вероятно, способствовали возникновению новых общественных отношений, но, не имея твердой материальной базы, они растворились в массе аборигенов. Захоронения в насыпи Андреевского кургана сохраняют следы «военной демократии», но отличаются от погребений в грунтовых могилах. Они близки по характеру захоронения к древнемордовским могильникам — Кошибеевскому и Сергачскому. Очевидно, таким образом оформилась древнемордовская племенная культура.